# Jean-Baptiste Charbonnier (missionnaire)
Pour les articles homonymes, voir Jean-Baptiste Charbonnier et Charbonnier.
 (novembre 2014).
Si vous disposez d'ouvrages ou d'articles de référence ou si vous connaissez des sites web de qualité traitant du thème abordé ici, merci de compléter l'article en donnant les références utiles à sa vérifiabilité et en les liant à la section « Notes et références ».
Jean-Baptiste Charbonnier, né Jean-Baptiste-Frézal Charbonnier le 20 mai 1842 à La Canourgue (Lozère) et mort le 16 mars 1888 à Karema (Tanganyika), est un missionnaire catholique français de la société des missionnaires d'Afrique qui fut vicaire apostolique au Tanganyika (devenue la Tanzanie) et premier évêque ordonné dans ce pays. C'est également la première fois qu'un évêque est ordonné en Afrique équatoriale.

## Biographie
Jean-Baptiste Frézal Charbonnier né le 20 mai 1842 à La Canourgue en Lozère. Ce XIXe siècle voit l'élan des grandes missions chrétiennes, dans lesquelles beaucoup de clercs du diocèse de Mende s'engagent. Il est ordonné chez les tout nouveaux Pères Blancs (fondés par Mgr Lavigerie) le 22 mai 1869 et part donc pour l'Afrique noire. Il est nommé principal du collège de la Société des missionnaires d'Afrique à Maison Carrée. 
Le 3 octobre 1884, les Missions catholiques annoncent qu'il doit être sacré évêque et nommé vicaire apostolique pour le Tanganyika. Son ami Léon Livinhac a quant à lui été sacré évêque le 16 septembre précédent et nommé vicaire apostolique du Victoria-Nyanza. Tous les deux partent ensemble avec un groupe d'autres missionnaires pour les hauts plateaux de l'Afrique équatoriale aux abords du lac Victoria, contrée qui n'est pas encore évangélisée.
Le Père Charbonnier est installé à la mission de Karema, à l'est du lac Tanganyika, lorsque le capitaine Joubert arrive le 22 novembre 1886 en chemin pour porter assistance à la station de Mpala (fondée par le capitaine Storms) de l'autre côté du lac. Joubert, mandaté par le Père Bridoux, vicaire général de la Société des missionnaires d'Afrique, y reste plusieurs mois pour défendre la mission des attaques des esclavagistes musulmans. 
Il arrive finalement à Mpala le 20 mars 1887 et retrouve le Père Isaac Moinet qui avait constitué un corps de police sous le commandement d'un guerrier de l'ethnie Rouga-Rouga, du nom de Kansabala. Le Père Charbonnier installe le capitaine Joubert comme chef civil et militaire de la région où vivent dans un rayon de trois jours de marche plus de vingt mille habitants. Des bandes armées chassent les esclaves à l'est du lac dans le Marungu, dont la bande de l'esclavagiste Mohamadi, et le capitaine a fort à faire avec sa petite troupe. Un combat s'engage même en août 1887 à Mogabe qui laisse trois morts du côté de Mohamadi et un blessé du côté de Joubert. Une autre intervention a lieu en novembre contre un autre esclavagiste. Une autre bande lance une attaque en 1888 et elle est défaite. Le Père François Coulbois (1851-1920), l'un des missionnaires de Mpala, craint la vengeance des esclavagistes et s'oppose à Joubert. 
Entretemps, le Père Charbonnier est créé évêque in partibus d'Utique (de) (Utica, qui se trouvait en Tunisie) et enfin vicaire apostolique du Tanganyika, le 14 janvier 1887, consacré le 24 août de la même année par Mgr Livinhac, à la chapelle de la mission de Kipalapala. Il reste cependant très peu en poste, puisqu'il meurt au printemps 16 mars 1888. C'est le Père Léonce Bridoux qui lui succède, tandis que le Père Coulbois est installé au vicariat du Haut-Congo.